# Søsand
Søsand (tysk Seesand) var et højsande, beliggende cirka 10 kilometer syd for Amrum og 12 kilometer vest for hallig Hoge i Nordfrisland i det sydvestlige Sønderjylland. Søsand var op til 2,5 kilometer lang og 900 meter bred. I en kort tid var der klitbevoksning, hvormed sandbanken i en periode blev til en lille klit-ø.
I juli 1801 oprettede den danske regering et sømærke på højsandet. Søsand Båke var omtrent 16 meter høj og kunne ses i klart vejr på 16 km afstand. Oppe i båken var der indrettet et redningsrum, for dem, der strandende på sandet uden at kunne nå Amrum ved egen hjælp. Denne båke var i 1900-tallet den eneste sømærke på ydersiden af grundene immellem Amrum og Ejdersted og dermed af stor betydning som vejledning ved indejlingen i løbene syd for Amrum.
I Sommeren 1852 plantede vandbygningsdirektør E. R. Grove med tilladelse af kaptajnløjtnant Otto Chr. Hammer marehalm på ydergrunden for at give den bagliggende kyst beskyttelse under stormfloder. Klitterne blev dog sløjfet, efter at en stormflod i januar 1855 gik over sandet.
Efter 1900 forsvandt sandbanken i vadehavet. I nærheden ligger i dag sandbanken Japsand.